# Valeriana bractescens
Valeriana bractescens là một loài thực vật có hoa trong họ Kim ngân. Loài này được (Hook.) Höck miêu tả khoa học đầu tiên năm 1882.